# Ingrid Conte
Ingrid Conte (Rio de Janeiro, 28 de julho de 1985), é uma atriz brasileira.

## Biografia
Ingrid Conte Pacheco nasceu em 28 de Julho de 1985, na cidade do Rio de Janeiro, filha única de Adilson Pacheco e Denise Conte Pacheco.
Por volta dos 12 anos, Ingrid Conte se interessou pela área artística e, aos 18, fez seu primeiro trabalho no audiovisual na série de televisão Cidade dos Homens da Rede Globo. Em entrevista concedida no final de 2023, a atriz contou sobre seu início na carreira:
| “ | " [...] Me formei na Cal, Casa das artes das laranjeiras, que é uma escola de teatro de interpretação para atores aqui do Rio de Janeiro, e desde então venho emendando trabalhos no audiovisual, fiz teatro, cinema, teve uma época que fiz muita publicidade também, e lá se vão 26 anos, vou revelando minha idade aqui (risos). Atualmente completei 26 anos de carreira." | ” |

Aos 19 anos, após diversos pontos negativos em testes, procurou uma área de formação em algumas faculdades, tentando fazer áreas como História, Cinema, Turismo, Educação Física, Estatística e, por fim, formou-se em Ciências Atuariais, na UFRJ. Após um ano formada, foi contratada em uma certa empresa, contudo não houve êxito, e por isso decidiu se integrar na carreira artística. A partir disso, ela se formou na CAL (Casa das Artes de Laranjeiras) em 2013 e, por conseguinte, na Oficina de Atores da Cesgranrio em 2014.
Ingrid Conte também estudou teatro no Equador na Escuela el Arte del Actor. Começou a participar de peças de teatro, cinema, TV, streaming e esquetes de humor no canal Parafernalha no Youtube e a trabalhar em diversas campanhas publicitárias.

## Carreira
Ingrid Conte atuou em espetáculos teatrais como Bonitinha, mas Ordinária com direção de Alexandre Bocanera, também participou das peças “A sombra das chuteiras imortais e Molière – A Liga dos Hipócritas.
No cinema atuou no filme O Filho do Homem como Maria Madalena, Noel - Poeta da Vila e Eu Te Amo, Renato, além do curta francês “Love is Everywhere”.
Em 2004, estreou na TV como Merilu na terceira temporada da série de televisão Cidade dos Homens. Fez participações nos programas: Linha Direta em (2005), Malhação (2011), Salve Jorge (2013), Tapas e Beijos (2014), Babilônia (2015), Rock Story (2016) e A Força do Querer (2017) da Rede Globo.
Em 2018, Ingrid Conte participou da primeira temporada da Websérie Anos Radicais, como a personagem Laís, sob a Direção de Alexandre Machafer e Produção da Fundação Cesgranrio.
Em 2019, nas plataformas de streaming, participou da série Pela Fechadura, dirigida por Adriano Filho. Ainda nesse ano, teve seu primeiro trabalho de destaque na RecordTV na novela Topíssima, dirigida por Rudi Lagemann, interpretando a estudante mineira Elisabete.
Em 2021, Ingrid deu a vida a striper Jessika na série Dom da Amazon Prime. Além disso, novamente na Record, atuou como a personagem Elisa durante a fase Jornada de Abraão da novela Gênesis, sob a direção de Edgard Miranda.
No ano de 2022, participou da telenovela Reis, seu segundo trabalho de destaque. Inicialmente como narradora, a identidade de sua personagem permaneceu oculta durante sete temporadas, sendo revelada somente na sétima, O Pecado, como a personagem Naamá, esposa do Salomão (Guilherme Dellorto) e mãe de Roboão (Henrique Camargo). Ingrid Conte também interpretou outras duas personagens em Reis: Áshima, mãe de Naamá na sétima e oitava temporada, e Adara, paixão proibida do passado de Rezom (Nando Rodrigues) na nona temporada.

## Filmografia

### Televisão
| Ano     | Título            | Personagem                                | Nota                                             |
| ------- | ----------------- | ----------------------------------------- | ------------------------------------------------ |
| 2004    | Cidade dos Homens | Merilu                                    | Episódio: "Estréia"                              |
| 2005    | Linha Direta      | —                                         | Participação                                     |
| 2011    | Malhação          | —                                         | Participação                                     |
| 2013    | Salve Jorge       | —                                         | Participação                                     |
| 2014    | Tapas & Beijos    | —                                         | Participação                                     |
| 2015    | Babilônia         | Ivete                                     | Participação                                     |
| 2015    | Conselho Tutelar  | Catacra                                   | Episódio: "Dias Melhores Virão"                  |
| 2019    | Bem-Aventurados   | Maria Madalena                            | [ 18 ]                                           |
| 2019    | Topíssima         | Elisabeth Siqueira                        |                                                  |
| 2019    | Pela Fechadura    | Sara                                      | Episódio: "Ciúmes"                               |
| 2020    | Ala Leste         | Gestante                                  |                                                  |
| 2021    | Cidade Invisível  | Felipa                                    | Episódio: "Queria muito que você estivesse aqui" |
| 2021    | Gênesis           | Elisa (jovem)                             | [ 19 ]                                           |
| 2021-23 | Dom               | Jessika                                   | [ 20 ]                                           |
| 2022-24 | Reis              | Naamá, Rainha de Israel e Judá / Sulamita | [ 21 ]                                           |
| 2022-24 | Reis              | Áshima                                    | [ 22 ]                                           |
| 2022-24 | Reis              | Adara                                     | [ 23 ]                                           |
| 2025    | Vale Tudo         | Isabela                                   | Episódio:"30 de abril"                           |

### Cinema
| Ano  | Título                               | Personagem     | Nota                   |
| ---- | ------------------------------------ | -------------- | ---------------------- |
| 2006 | Noel Poeta da Vila                   | Maria          | [ 24 ]                 |
| 2012 | Eu te amo Renato                     | Adriana        | [ 25 ]                 |
| 2015 | Nada de Ordinário Nesses Dias Comuns | Camila         |                        |
| 2015 | Love Is Everywhere                   | Rio Girl       | Curta metragem francês |
| 2019 | O Filho do Homem                     | Maria Madalena |                        |

### Websérie
| Ano  | Título        | Personagem | Nota                                           |
| ---- | ------------- | ---------- | ---------------------------------------------- |
| 2006 | Anos Radicais | Laís       | Produção da Fundação Cesgranrio para o Youtube |